# Pill
Pill é um município da Áustria, situado no distrito de Schwaz, no estado do Tirol. Tem 20,94 km² de área e sua população em 2019 foi estimada em 1.181 habitantes.